# Mustafa Mujezinović
Mustafa Mujezinović (Sarajevo, 27. prosinca 1954. – Sarajevo, 23. prosinca 2019.) bio je bosanskohercegovački političar, član Stranke demokratske akcije. Bio je načelnikom općine Stari Grad od 1994. do 1995., a od 1996. do 1998. godine prvim premijerom Kantona Sarajevo. Predsjednik Vlade Federacije Bosne i Hercegovine od 25. lipnja 2009. do 17. ožujka 2011. Diplomirao je elektrotehniku. Obnašao je dužnost veleposlanika BiH u Londonu.